# Ropa (Petite-Pologne)
Pour l’article homonyme, voir Ropa.
Ropa est une localité polonaise, siège de la gmina de Ropa, située dans le powiat de Gorlice en voïvodie de Petite-Pologne.